# Gholamreza Nipkey
Gholamreza Nipkey ou Nikpay (غلامرضا نیک‌پی)
(1927 - Teerã, 11 de abril de 1979) formou-se na London School of Economics, foi vice-primeiro-ministro do Irã e presidente do município de Teerã, Irão. Ele tornou-se presidente do município em 1959, sucedendo a Javad Shahrestani. Ele havia sido Ministro da Habitação entre 1966 e 1969. Durante esse período, um sismo eclodiu na Província de Coração causando muita destruição e muitas vítimas mortais. Ele participou na reconstrução das casas. Ele foi responsável pela aprovação dos melhores projetos de reconstrução na história do país. Em 1977, foi apontado como deputado do Senado pelo xá Mohammad Reza Pahlevi e isto seria o fa(c)to que o levaria a ser condenado à morte após a queda do xá.

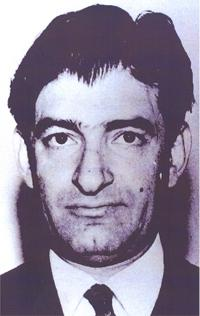
Gholamreza Nipkey

Nipkey foi executado em 11 de abril de 1979 depois de ter sido condenado por um tribunal revolucionário. Nipkey não teve defesa, nem sequer advogado para se defender da acusação de "corruptor na Terra". Esta execução foi talvez motivada por motivos políticos. Dr. Nikpay é uma das vítimas no relatório da Amnistia Internacional de 13 de março de 1980. 